# 君原健二
君原健二（日语：／ Kimihara Kenji，1941年3月20日—），日本男子田径运动员。他曾代表日本参加1964年、1968年和1972年夏季奥林匹克运动会田径比赛，其中1968年奥运会获得一枚银牌。